# Massingy (Côte-d'Or)
Massingy é uma comuna francesa na região administrativa da Borgonha-Franco-Condado, no departamento de Côte-d'Or. Estende-se por uma área de 9,29 km². Em 2010 a comuna tinha 160 habitantes (densidade: 17,2 hab./km²).